# Sintula cristatus
Sintula cristatus là một loài nhện trong họ Linyphiidae.
Loài này thuộc chi Sintula. Sintula cristatus được Jörg Wunderlich miêu tả năm 1995.